# Spermestes
Spermestes és un gènere d'ocells de la família dels estríldids (Estrildidae).

## Taxonomia
Segons la Classificació del Congrés Ornitològic Internacional (versió 15.1, 2025) aquest gènere està format per 4 espècies:
- Maniquí capgrís (Spermestes griseicapilla Delacour, 1943)
- Maniquí bronzat (Spermestes cucullata Swainson, 1837)
- Maniquí capnegre (Spermestes fringilloides Lafresnaye, 1835)
- Maniquí bicolor (Spermestes bicolor Fraser, 1843)